# Aurelio Barrios Y Morales
Aurelio Barrios Y Morales (født 27. juli 1880 i  Puebla, Mexico - død 1943) var en mexicansk komponist, pianist og organist. 
Y Morales studerede klaver, sang og orgel på lokale musikskoler på sin hjemegn. Han studerede senere komposition på Det Nationale Musikkonservatorium (1905) hos José Guadalupe Velázquez og Gustavo E. Campa i Mexico City. Han har skrevet en symfoni, orkesterværker, kammermusik, sange og klaverstykker etc. Han var organist ved Temple of La Concordia i Puebla. Y Morales komponerede i romantisk stil, og var næsten blevet glemt, indtil pladeselskabet Sterling lancerede hans symfoni samt andre orkesterværker i 2021. 

## Udvalgte værker
- Symfoni (i F-mol) (1913) - for orkester
- Skytsengelen (1909) - for orkester
- I livets tusmørke (1940) - for strygeorkester
- Fuga (i F-mol) (1909) - for strygeorkester